# 위염
위염(胃炎, gastritis)은 위의 점막에서 발생하는 염증을 의미하며, 병리학적인 소견으로서 점막에 염증 세포의 침윤이 확인 된 경우에만 위염이라고 진단 하여야 한다. 흔히 속쓰림이나 복통 같은 상복부 증상이 있는 경우를 위염으로 말하는 것이나 내시경에서 발적이나 홍반으로 보이는 소견을 위염으로 말하는 것은 과학적 오류이다. 이는 위염이라는 용어가 병리학적 진단이기 때문이다.  

## 징후와 증상

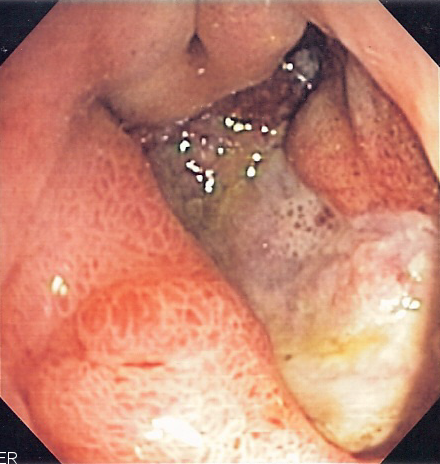
소화성 궤양은 위염과 동반하여 나타날 수 있다. 내시경 영상은 Esophagogastroduodenoscopy.

위염은 병리학적 진단이기 때문에 위염을 증상으로 진단한다는 것은 정의상 이미 오류이다. 위염은 특정한 증상을 일으키지 않는다. 다만, 속쓰림, 구역, 트림, 팽만감, 소화불량감 등의 증상을 위염과 연관 시켜 설명하려는 노력이 많았으나 현재까지의 모든 연구에서 병리학적 진단으로서의 위염과 임상 증상과의 상관관계는 없다는 것이 결론이다. 
위염이라고 흔히 말해지는 상복부 증상들 - 속쓰림이나 통증, 구역이나 포만감, 트림이나 소화불량증 등-이 위암, 소화성궤양, 위식도역류질환 등의 기질적 원인(organic cause) 없이 발생하는 경우는 기능성소화장애증(functional dyspepsia)으로 진단한다. 기능성소화장애증의 진단에는 로마분류 4판(Rome criteria IV)이 가장 많이 인용되고 있다. 로마분류 4판에서는 기능성소화장애증을 식후불편감증후군(postprandial distress syndrome)과 상복부통증증후군(epigastric pain syndrome)으로 분류하고 있다. 
결론적으로 위염은 증상과 무관하며, 위염의 증상이라는 말은 그 자체로 오류이다. 구역질이나 구토, 트림, 팽만감이나 통증, 소화불량감, 식욕 저하 등의 증상은 기질적 원인이 없는 경우 기능성위장관질환(functional gastrointestinal disorder)로 분류하고 이중 상복부 증상이 주된 경우 기능성소화장애증으로 세분한다. 

## 원인
일반적인 원인으로는 헬리코박터 파일로리가 가장 흔한 원인이며 기타 박체리아나 바이러스에 의한 위염이 발생할 수 있다. 드물게 크론병이나 육아종성 질환, Russel body 위염 등이 발생할 수 있다.
NSAIDs나 아스피린, 알코올 등에 의한 위점막 손상은 위 점막의 염증세포 침윤을 유발하지 않고 상피증의 손상만 유발하기 때문에 위염이 아니라 위병증(gastropathy)이라고 진단한다. 

### 헬리코박터 파일로리
헬리코박터 파일로리는 전세계 인구의 과반수의 위장에 존재하고, 이로 인한 감염은 여러 위 십이지장 질병의 발병의 핵심적인 역할을 한다. 헬리코박터 파일로리가 위 점막에 대량 번식하면, 감염된 사람에게 만성 위염이 발생하고, 만성 위염 환자의 일부는 합병증으로 진행된다. (예: 궤양, 위장 신생물(neoplasias), 위장 외부 질환)
그러나, 박테리아 감염자의 80 퍼센트 이상이 무증상이고, 자연 위장 생태계에서 중요한 역할을 할 것으로 예상된다.

### 심각한 질병
위염은 큰 수술 또는 외상(쿠싱 궤양), 화상(컬링 궤양), 심각한 감염을 겪은 이후에 발생하기도 한다.
또한 밴드를 이용한 체중 감량 수술 또는 소화관 재건술을 받은 사람에게서 위염이 발생할 수 있다.

### 식단
증상을 근거로 했던 과거의 잘못된 통념의 결과이다. 매운 음식과 커피와 같은 특정 음식이 위염이나 소화성 궤양의 발병에 어떠한 역할을 한다는 증거는 없다.우유,카페인 안된다.

## 병태 생리학

### 급성 위염
급성 미란성 위염의 경우에는 전형적으로 점막 방호 손상으로 인한 표면 괴사의 이산적인 지점들이 있다.
비스테로이드 항염증제(NSAID)는 위장에서 에이코사노이드의 생합성을 담당하는 효소인 cyclooxygenase-1(또는 COX-1)을 억제하여 소화성 궤양 형성의 가능성을 높인다.
또한 아스피린과 같은 NSAID는 프로스타글란딘이라고 불리는 위를 보호하는 물질을 감소시킨다. 단기간에 사용되는 이러한 약물은 일반적으로 위험하지 않다. 그러나 정기적인 사용은 위염을 유발할 수 있다.
또한, 패혈증, 저산소증, 외상 또는 수술로 인한 심한 생리적 스트레스("스트레스성 궤양")도 급성 미란성 위염의 일반적인 원인이 된다. 이 형태의 위염은 입원 환자의 5 % 이상을 차지한다.
또한 알코올 섭취가 만성 위염을 일으키지 않는다. 그러나 위의 점막 내벽을 침식한다. 저용량의 알콜은 염산 분비를 자극하나, 고용량의 알코올은 산 분비를 자극하지 않는다.

### 만성 위염
만성 위염은 위 조직의 광범위한 문제를 말한다.
면역계는 체내의 감염과 싸우는 단백질과 항체를 만들어 항상성 상태를 유지한다. 어떤 장애에서는 몸이 마치 외래 단백질이나 병원균인 것처럼 위를 겨냥한다. 이는 항체를 만들거나, 심한 손상을 입히거나, 위나 그 내벽을 파괴할 수도 있다.

일부 경우, 소장에서 소화를 돕기 위해 일반적으로 사용되는 담즙은, 수술 중 유문이 제거되었거나 유문이 적절하게 기능하지 않을 경우 위의 유문을 통해 들어가서 위염을 유발한다. 위염은 또한 HIV, 크론병, 특정 결합 조직 장애 및 간, 신장 이상 또는 기타 다른 질환으로 인해 발생할 수 있다. 1992년 이후 만성 위염은 시드니 시스템에 따라 분류된다.

#### 화생성 위염(Metaplasia)
점액선의 화생(metaplasia)은 분화된 세포의 가역적 교체물로서, 위샘(gastric gland)이 심한 손상을 입어서 생기는 것으로, 위샘은 사라지고 점차 점액선으로 교체된다.
이러한 과정을 통해 위궤양이 발생할 수 있다. 이것이 원인인지 결과인지는 불분명하며, 장의 화생은 전형적으로 만성 점막 손상에 반응하여 시작되며, 몸으로 확장 될 수 있다. 위 점막 세포는 장 점막과 유사하게 변하고 심지어 흡수 특성을 나타낼 수도 있다. 장상피화생은 조직 학적으로 완전 또는 불완전한 것으로 분류된다. 완전한 상피화의 경우, 위 점막은 조직학 및 기능면에서 양분을 흡수하고 펩타이드를 분비 할 수 있는 소장 점막으로 완전히 변형된다. 불완전 화생증에서 상피는 대장의 조직에 가까운 조직학적 외양을 나타내며 종종 이형성(dysplasia)를 나타낸다.

## 급성 위염
급성 위염은 세균이나 바이러스의 급성 감염에 의해 발생한다. 

## 만성 위염
만성위염은 만성적 염증 상태의 지속에 따라 위점막이 위축성 변화를 일으킨 상태로서 만성위축성위염이라고 진단한다. 만성위축성위염은 위 점막내에서 수십년 이상의 만성감염을 유지 할 수 있는 헬리코박터 파일로리 균 감염에 의한 것이 가장 흔하지만 일부에서는 위 점막의 상피세포에 대한 자가면역항체에 의한 손상에 따른 자가면역성 위염이 원인일 수 있다. 
알코올이나 식생활이 만성위염을 일으킨다는 속설이 있으나 과학적 근거는 없다. 
만성표재성위염이란 용어는 1960년대 미국의 의사 아돌프 쉰들러가 주장하였으나 병리학적 근거가 없고 임상적 유용성도 없기 때문에 더 이상 사용되지 않는 용어이다. 
염도가 높은 음식, 염장 음식, 흡연 등이 위염의 원인이라고 주장되기도 하지만, 이들은 헬리코박터 감염 이후 위암의 발생 위험을 높이는 요인일 뿐, 단독으로 위염의 원인으로 작용하지는 않는다. 방송이나 건강칼럼등에서 위염과 위암, 위궤양의 원인과 병리가 혼동되어 이야기되는 오류가 흔하다. 

## 식이요법
위염의 원인이 식이나 식사 습관이 아니듯, 위염의 치료를 위해 특별한 식이을 하여야 하는 것은 아니다. 
음식의 형태나 재료, 수분의 함량이나 점도, 익힌 정도가 위염의 발생이나 진행과정에 영향을 미친다는 근거는 없다. 
다만, 먹어서 불편한 음식이 있다면 - 위염 때문이 아니라 - 그저 당연히 피하는 것이 상책일 뿐이다. 

## 같이 보기
- 위암